# التمويه الغاوسي

الفرق بين تمويه غاوسي صغير وكبير

التمويه الغاوسي هو أحد تقنيات معالجة الصورة، ويكون هذا التمويه (المعروف أيضًا بالتنعيم الغاوسي ) ناتجًا عن تمويه الصورة باستخدام دالة غاوسية (سُمّيت على اسم عالم الرياضيات كارل فريدريش غاوس ).
يُستخدم التمويه الغاوسي على نطاق واسع في برامج الرسوميات، وعادةً ما يعمل على تقليل الضوضاء في الصورة وكذلك تقليل التفاصيل الغير مفيدة. التأثير المرئي لتقنية التمويه يشبه تقليل التركيز في الصورة ويمكن تخيله كعرض للصورة من خلال شاشة شفافة. يختلف تأثير التمويه الغاوسي بشكل واضح عن تأثير البوكيه الناتج عن عدسة خارج نطاق تركيزها أو ظل كائن (شيء) ما تحت الإضاءة.
يتم استخدام التنعيم الغاوسي أيضًا كمرحلة ما قبل المعالجة في خوارزميات معالجة الصورة من أجل تحسين هياكل الصور بمقاييس مختلفة.

## تمهيد رياضي
تطبيق التمويه الغاوسي على صورة ما هو نفس تحويل الصورة عن طريق دالة غاوسية. يُعرف هذا أيضًا باسم تحويل ويرشتراس ثنائي البعد. على النقيض من ذلك، فإن التحويل بواسطة دائرة (على سبيل المثال، مرشح خطّي مربع دائري) من شأنه أن يعيد إنتاج تأثير بوكيه. بدقة أكبر.
نظرًا لأن تحويل فورييه هو تحويل غاوسي آخر، فبشكل مشابه، فإن تطبيق تمويه غاوسي له تأثير في تقليل عناصر الصورة عالية التردد؛ وبالتالي يمكن اعتبار التمويه الغاوسي مرشحًا للتمرير منخفض.

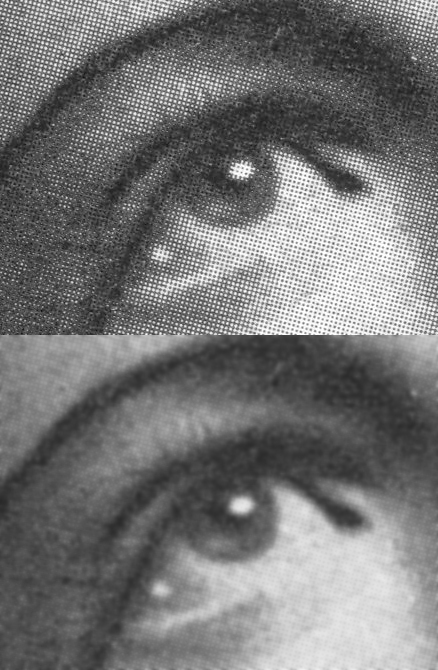
طباعة بألوان نصفية أُنشئت عن طريق التمويه الغاوسي.

التمويه الغاوسي هو نوع من مرشحات التمويه الذي يستخدم دالة غاوسية (تعبر أيضًا عن التوزيع الطبيعي في الإحصائيات) لحساب التحويل، بحيث يُطبق على كل بكسل في الصورة. صيغة الدالة الغاوسية ذات البعد الواحد هي
{\displaystyle G(x)={\frac {1}{\sqrt {2\pi \sigma ^{2}}}}e^{-{\frac {x^{2}}{2\sigma ^{2}}}}}
أما في بعدين، فهي نتاج دالتين غاوسيتين، واحدة في كل بُعد:
{\displaystyle G(x,y)={\frac {1}{2\pi \sigma ^{2}}}e^{-{\frac {x^{2}+y^{2}}{2\sigma ^{2}}}}} 
حيث x هي المسافة من المركز على المحور الأفقي و y هي المسافة من المركز على المحور الرأسي، وσ هو الانحراف المعياري لتوزيع غاوس. عند تطبيقها في بعدين، تُنتج هذه الصيغة سطحًا تكون معالمه دوائر متحدة المركز بتوزيع غاوسي من نقطة المركز.
تُستخدم قيم هذا التوزيع لبناء مصفوفة تحويل يتم تطبيقها على الصورة الأصلية. تعين القيمة الجديدة لكل بكسل عن طريق المتوسط المثقّل لجيران ذلك البكسل. نُعطي قيمة البكسل، الذي نريد حساب قيمته الجديدة، أثقل وزن (أعلى قيمة غاوسية) ونُعطي البكسلات المجاورة له أوزانًا أصغر كلما زادت المسافة عن البكسل الأصلي. ينتج عن هذا الأمر تمويه يحافظ على الحدود والحواف بشكل أفضل من مرشحات التمويه الأخرى.

## مرشح الترددات المنخفضة
التمويه الغاوسي هو مرشح تمرير منخفض يخفف إشارات التردد العالي.
طويلته في مخطط بود ( مقياس اللوغاريتمات في مجال التردد ) هي قطع مكافئ .

## تقليل التباين
ما هو مقدار التنعيم في الصورة الذي ينتج عن مرشح غاوسي بانحراف معياري قدره {\displaystyle \sigma _{f}}؟ بمعنى آخر، ما مقدار تقليل الانحراف المعياري لقيم البكسل في الصورة؟ بافتراض أن قيم البكسل الرمادية لها انحراف معياري {\displaystyle \sigma _{X}} ، بعد تطبيق الفلتر، يتم تقليل الانحراف المعياري {\displaystyle \sigma _{r}} تقريبيًا كما المعادلة التالية
{\displaystyle \sigma _{r}\approx {\frac {\sigma _{X}}{\sigma _{f}2{\sqrt {\pi }}}}} . 

## نموذج عن مصفوفة غاوسية
يتم إنتاج هذا النموذج للمصفوفة عن طريق أخذ عينات من نواة المرشح الغاوسي (مع σ = 0.84089642) عند نقاط المنتصف لكل بكسل ثم نقوم بالتقييس. المركز (عند [4 ، 4]) له أكبر قيمة، ويتناقص بشكل متماثل مع زيادة المسافة عن المركز.
{\displaystyle {\begin{bmatrix}0.00000067&0.00002292&{\textbf {0.00019117}}&0.00038771&{\textbf {0.00019117}}&0.00002292&0.00000067\\0.00002292&0.00078633&0.00655965&0.01330373&0.00655965&0.00078633&0.00002292\\{\textbf {0.00019117}}&0.00655965&0.05472157&0.11098164&0.05472157&0.00655965&{\textbf {0.00019117}}\\0.00038771&0.01330373&0.11098164&{\textbf {0.22508352}}&0.11098164&0.01330373&0.00038771\\{\textbf {0.00019117}}&0.00655965&0.05472157&0.11098164&0.05472157&0.00655965&{\textbf {0.00019117}}\\0.00002292&0.00078633&0.00655965&0.01330373&0.00655965&0.00078633&0.00002292\\0.00000067&0.00002292&{\textbf {0.00019117}}&0.00038771&{\textbf {0.00019117}}&0.00002292&0.00000067\end{bmatrix}}}
العنصر 0.22508352 (العنصر المركزي) أكبر 1177 مرة من 0.00019117 وهو خارج ثلاثة اضعاف الانحراف المعياري.

## التطبيق
عادةً ما يتم إنشاء تأثير التمويه الغاوسي عن طريق تحويل الصورة بنواة FIR لقيم غاوسية.
من الناحية العملية، من الأفضل الاستفادة من خاصية التمويه الغاوسي القابلة للتقسيم عن طريق تقسيم العملية إلى مرشحي تمرير. في المرشح الأول، تُستخدم نواة أحادية البعد لتمويه الصورة في الاتجاه الأفقي أو الرأسي فقط. في المرشح الثاني، تُستخدم نفس النواة الأحادية البعد لطمس الاتجاه الآخر. التأثير الناتج هو نفسه تأثير التحويل مع نواة ثنائية الأبعاد في مسار واحد، ولكنه يتطلب عمليات حسابية أقل.
يتم تحقيق التكتّم بشكل نموذجي عن طريق أخذ عينات من نواة مرشح غاوسي في نقاط منفصلة، وعادةً في المواضع المقابلة لنقاط المنتصف لكل بكسل. يؤدي هذا إلى تقليل التكلفة الحسابية، ولكن بالنسبة إلى نوى المرشح الصغيرة جدًا، يؤدي أخذ العينات النقطية للدالة الغاوسية مع عدد قليل جدًا من العينات إلى حدوث خطأ كبير.
في هذه الحالات، يتم الحفاظ على الدقة (بتكلفة حسابية طفيفة) من خلال تكامل الدالة الغاوسية على مساحة كل بكسل.
عند تحويل القيم الغاوسية المستمرة إلى القيم متقطعة المطلوبة لحساب النواة، سيكون مجموع القيم مختلفًا عن 1. سيؤدي ذلك إلى تعتيم الصورة أو تفتيحها. لعلاج هذا، يمكن تسوية القيم عن طريق قسمة كل عنصر في النواة على مجموع كل العناصر في النواة.

## الاستخدامات الشائعة

يوضح هذا كيف يؤثر التنعيم على اكتشاف الحواف. مع تنعيم أكثر، يتم اكتشاف حواف أقل

### كشف الحواف
يشيع استخدام التنعيم الغاوسي مع كشف الحواف . معظم خوارزميات كشف الحواف حساسة للضوضاء؛ فمثلًا مرشح لابلاس ثنائي البعد، الذي تم إنشاؤه بناءً على تقدير لابلاس ، حساس للغاية للبيئات الصاخبة.
يهدف استخدام مرشح التمويع الغاوسي قبل عملية الكشف عن الحواف إلى تقليل مستوى الضوضاء في الصورة، مما يُحسن نتيجة خوارزمية كشف الحواف التي تُستخدم لاحقًا. يشار إلى هذا النهج عادةً باسم لابلاس لغاوس كشف بلوب، أو اختصارًا LoG.

### التصوير
عادةً ما تستخدم الكاميرات الرقمية ذات النهاية المنخفضة، بما في ذلك العديد من كاميرات الهواتف المحمولة، عملية التمويه الغاوسي للتغطية على ضوضاء الصورة الناتجة عن حساسية الضوء العالية.
يطبق التمويه الغاوسي تلقائيًا كجزء من المعالجة اللاحقة للصورة بواسطة برنامج الكاميرا، مما يؤدي إلى فقدان التفاصيل بشكل لا رجعة فيه.